# Доктор по медицина
Доктор по медицина е научна и образователна степен, която се присъжда на докторанти, които след успешно завършено обучение (докторантура) защитят докторска дисертация пред съответна комисия.

## Близко понятие
Тази титла не бива да се бърка с образователната степен магистър по медицина, чиито носители по традиция в България са наричани доктори.
Придобиването на професионалните квалификации лекар и ветеринарен лекар става с получаването на магистърска степен по специалност „Медицина“ или „Ветеринарна медицина“. Магистърската степен по „Медицина“ се получава след успешното завършване на 6-годишен университетски курс на обучение, който не може да се провежда в задочна форма.

## Обучение
Обучението по хуманитарна медицина в България се извършва в 7 висши училища:
- Медицински университет, София
- Медицински университет, Пловдив
- Медицински университет „Проф. д-р Параскев Стоянов“, Варна
- Университет „Проф. д-р Асен Златаров“, Бургас
- Медицински университет, Плевен
- Тракийски университет, Стара Загора
- Софийски университет „Св. Климент Охридски“